# Milano–San Remo 2016
Cursa Milano-San Remo 2016 a fost ediția a 107-a a cursei clasice de ciclism Milano-San Remo, cursă de o zi. S-a desfășurat pe data de 19 martie 2016 și a făcut parte din calendarul UCI World Tour 2016.
Cursa a fost câștigată de francezul Arnaud Démare (FDJ) printr-un sprint la final, urmat de Ben Swift și de Jürgen Roelandts (Lotto Soudal). Finalul a fost întrerupt de un accident care l-a implicat pe Fernando Gaviria (Etixx-Quick-Step), mai mulți rutieri fiind întârziați și pierzând orice șansă de victorie. O alunecare de teren pe drum a cauzat devierea cursei pentru o lungime de 9 km. 

## Echipe participante
La această cursă au participat 25 de echipe: cele 18 din Circuitul mondial UCI invitate automat, la care s-au adăugat șapte echipe continentale care au primit wildcard-uri. 

### Echipe UCI World
| - Ag2r-La Mondiale - Astana - BMC Racing Team - Etixx-Quick Step - FDJ - IAM Cycling - Lampre-Merida - Lotto Soudal - Movistar | - Orica-GreenEDGE - Cannondale-Garmin - Giant-Alpecin - Team Katusha - LottoNL–Jumbo - Dimension Data - Team Sky - Tinkoff-Saxo - Trek-Segafredo |  |

### Echipe continentale profesioniste UCI
| - Androni Giocattoli–Sidermec - Bardiani–CSF - Bora–Argon 18 - CCC–Sprandi–Polkowice | - Cofidis - Southeast–Venezuela - Team Novo Nordisk |  |

## Rezultate
| Loc | Concurent          | Echipă              | Timp    |
| --- | ------------------ | ------------------- | ------- |
| 1   | Arnaud Démare      | FDJ                 | 6h54'45 |
| 2   | Ben Swift          | Team Sky            | +0"     |
| 3   | Jürgen Roelandts   | Lotto Soudal        | +0"     |
| 4   | Nacer Bouhanni     | Cofidis             | +0"     |
| 5   | Greg Van Avermaet  | BMC Racing Team     | +0"     |
| 6   | Alexander Kristoff | Team Katusha        | +0"     |
| 7   | Heinrich Haussler  | IAM Cycling         | +0"     |
| 8   | Filippo Pozzato    | Southeast–Venezuela | +0"     |
| 9   | Sonny Colbrelli    | Bardiani–CSF        | +0"     |
| 10  | Matteo Trentin     | Etixx-Quick Step    | +0"     |

## Legături externe
- Site web oficial